# Малый Антибес
Ма́лый Антибе́с — село в Мариинском районе Кемеровской области. Административный центр Большеантибесского сельского поселения.

## География
Центральная часть населённого пункта расположена на высоте 126 м над уровнем моря.

## Население
| 2010 |
| ---- |
| 238  |

### Половой состав
По данным Всероссийской переписи населения 2010 года, в селе Малый Антибес проживало 238 человек (116 мужчин, 122 женщины).